# William Shaw (Autor)
George William Shaw (geboren 1959 in Newton Abbot) ist ein britischer Journalist und Autor.

## Leben
Nach Angaben seines deutschen Verlags wurde er in Newton Abbot in der englischen Grafschaft Devon geboren und wuchs in Nigeria auf. Über einen Zeitraum von zwanzig Jahren schrieb er für diverse Zeitungen und Magazine wie The Observer und The New York Times über Pop- und Subkultur; nach eigenen Angaben begann er seine Karriere beim Post-Punk-Magazin ZigZag, war als Journalist auch bei den Magazinen Wired, Arena und The Face tätig und erhielt im Jahr 2003 eine Auszeichnung als Amazon UK Music Journalist of the Year. Er lebt in Brighton.

## Werke
- Westsiders: Stories of the Boys in the Hood
- Westsiders: The classic book on 90s hip hop
- A Superhero For Hire
- Breen & Tozer-Reihe
  - Abbey Road Murder Song, 2013, ISBN 978-3-518-46475-5 (Originaltitel: A Song from Dead Lips, in den USA: She's Leaving Home)
  - Kings of London, 2015, ISBN 978-3-518-46610-0 (Originaltitel: A House of Knives, in den USA The Kings of London)
  - History of Murder, 2016, ISBN 978-3-518-46691-9 (Originaltitel: A Book of Scars, in den USA A Song for the Brokenhearted)
  - Sympathy For The Devil, 2017, ISBN 978-1784297268
- Alexandra Cupidi-Reihe
  - Salt Lane, 2018, ISBN 978-1786486578
  - Deadland, 2019, ISBN 978-1786486608
  - Grave's End, 2020, ISBN 978-1529401806
- Der gute Mörder, 2017, ISBN 978-3-518-46783-1 (Originaltitel: The Birdwatcher)